# 한국소리문화의전당
한국소리문화의전당(韓國聲音文化的殿堂, 영어: Sori Arts Center of Jeollabuk-do)은 전북특별자치도 전주시 덕진구 소리로 31(덕진동1가)에 위치한 민간수탁 운영 종합 공연장으로, 학교법인 우석학원이 운영하고 있다. 2001년 9월에 개관했다.

## 시설 안내
모악당
총 객석 수 2037석의 대규모 다목적 공연장으로, 전당 부지의 중심부에 위치하고 있다. 오케스트라 피트와 회전무대, 승강무대, 이동무대 등의 설비를 갖추어 콘서트와 오페라, 발레, 뮤지컬, 창극 등의 다양한 실내 공연이 개최되고 있다.
연지홀
모악당 왼편에 위치한 666석의 중극장 형태 공연장이며, 오케스트라 피트와 이동식 무대를 갖추어 소규모 무대 작품의 공연도 가능하다. 영화 상영용 설비도 갖추고 있어 전주국제영화제의 특별 상영관으로도 이용되고 있다.
명인홀
모악당 앞 광장의 오른편에 위치한 판소리와 전통무용 등 소규모 전통예술 전용 공연장이며, 객석 수는 206석이다.
야외공연장
모악당 오른편에 위치한 원형 야외 공연장으로, 약 7000석의 계단식 객석을 갖추고 있다.
국제회의장
모악당 앞 광장의 왼편에 위치해 있으며, 약 250석 규모의 가변식 좌석을 갖춘 대회의장과 중회의장, 소회의장, 기자회견장 등으로 나뉘는 회의 전용 공간이다. 통역 시설과 영상·음향 시설을 갖추고 있어 국제 규모의 회의도 종종 열리고 있다.
전시장
대전시장(1층), 중전시장(2층)과 소전시장(3층)으로 나뉘는 전시용 공간으로, 전라북도 출신 작가들의 회화와 조각품, 서예, 사진 등의 전시회가 개최되고 있다.
그 외 시설
중앙광장 계단의 원형 공간은 놀이마당으로도 사용되고 있다. 관객들의 편의를 위해 어린이 놀이방과 물품 보관소, 카페테리아(연지홀과 명인홀), 패스트푸드점(모악당) 등이 마련되어 있으며, 연지홀과 모악당 사이의 연결 공간에는 관리동과 연습실, 분장실 등이 마련되어 있다.

## 갤러리

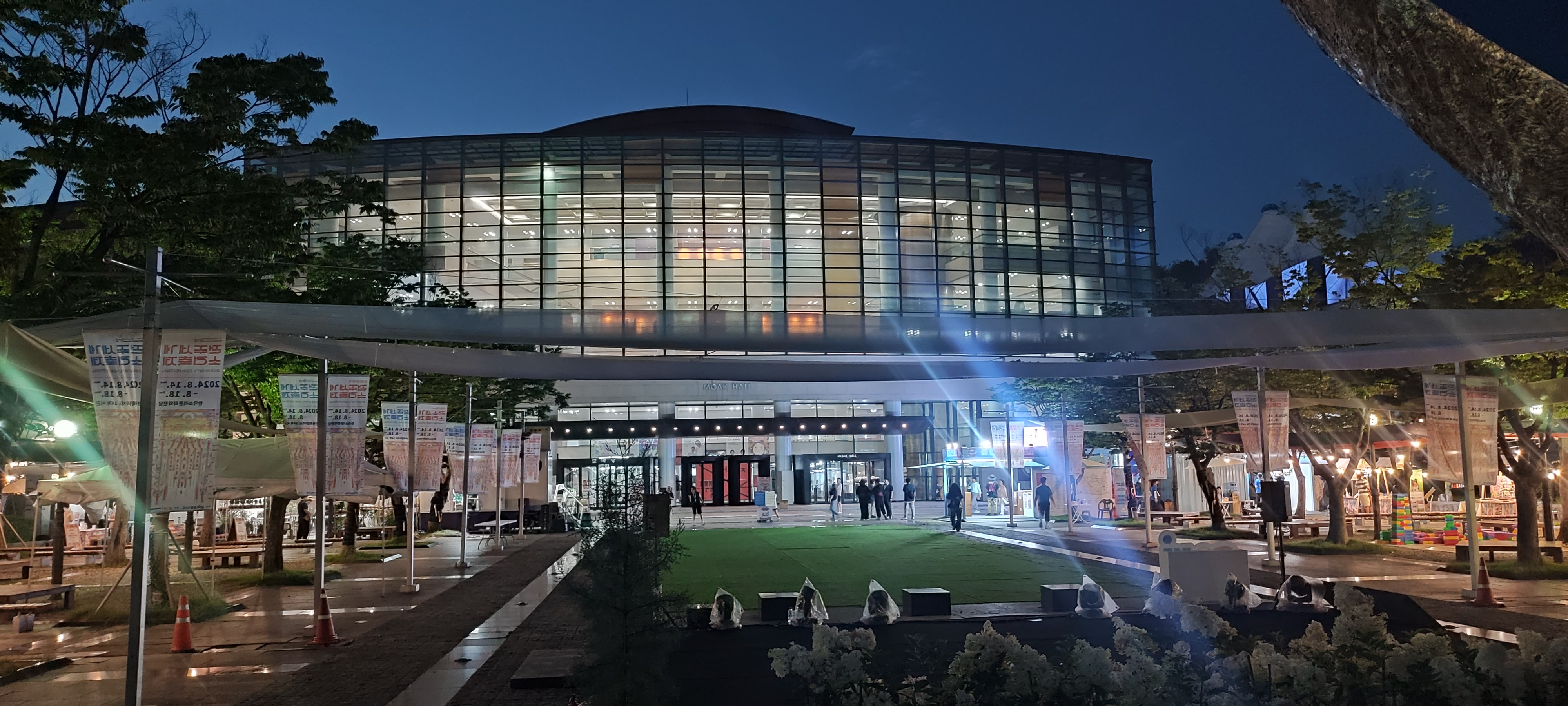
모악당
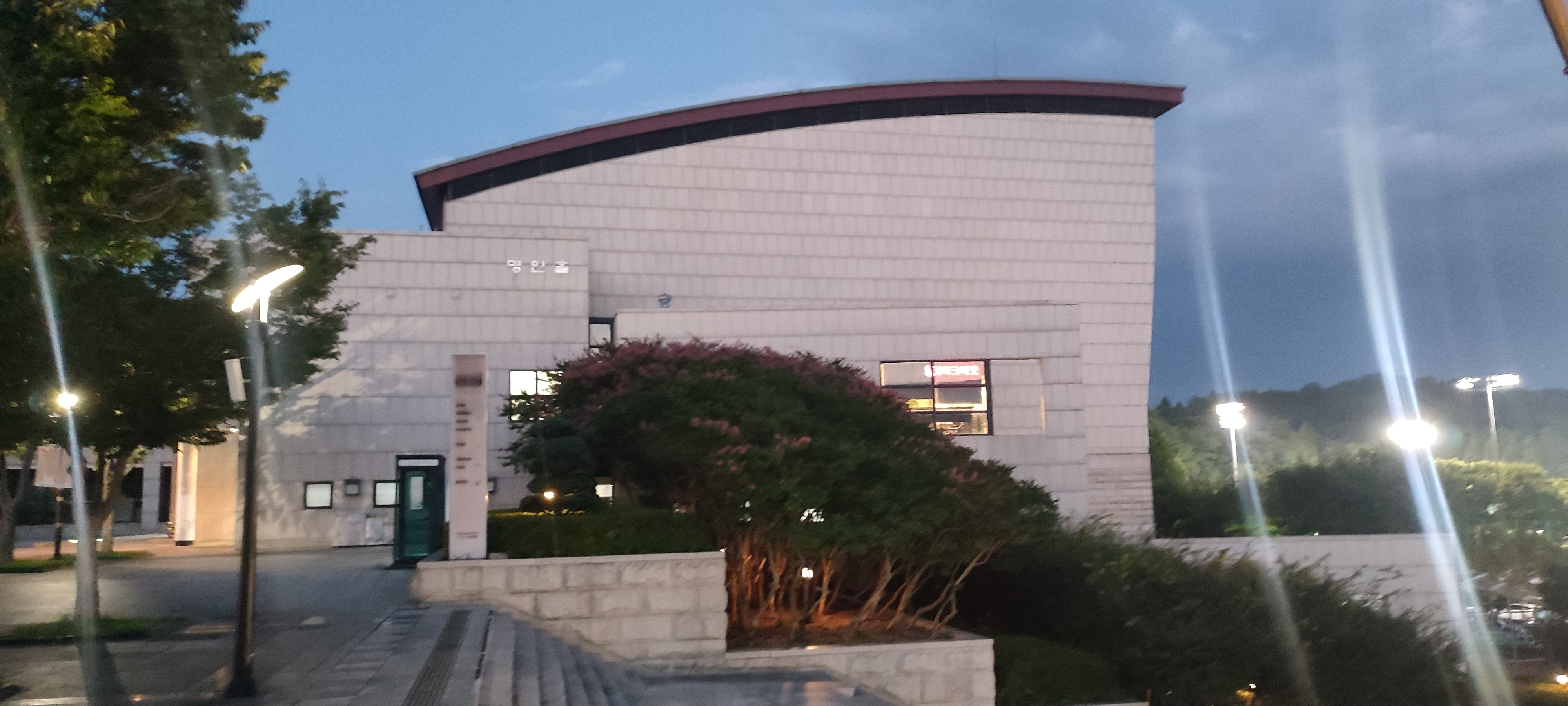
명인홀
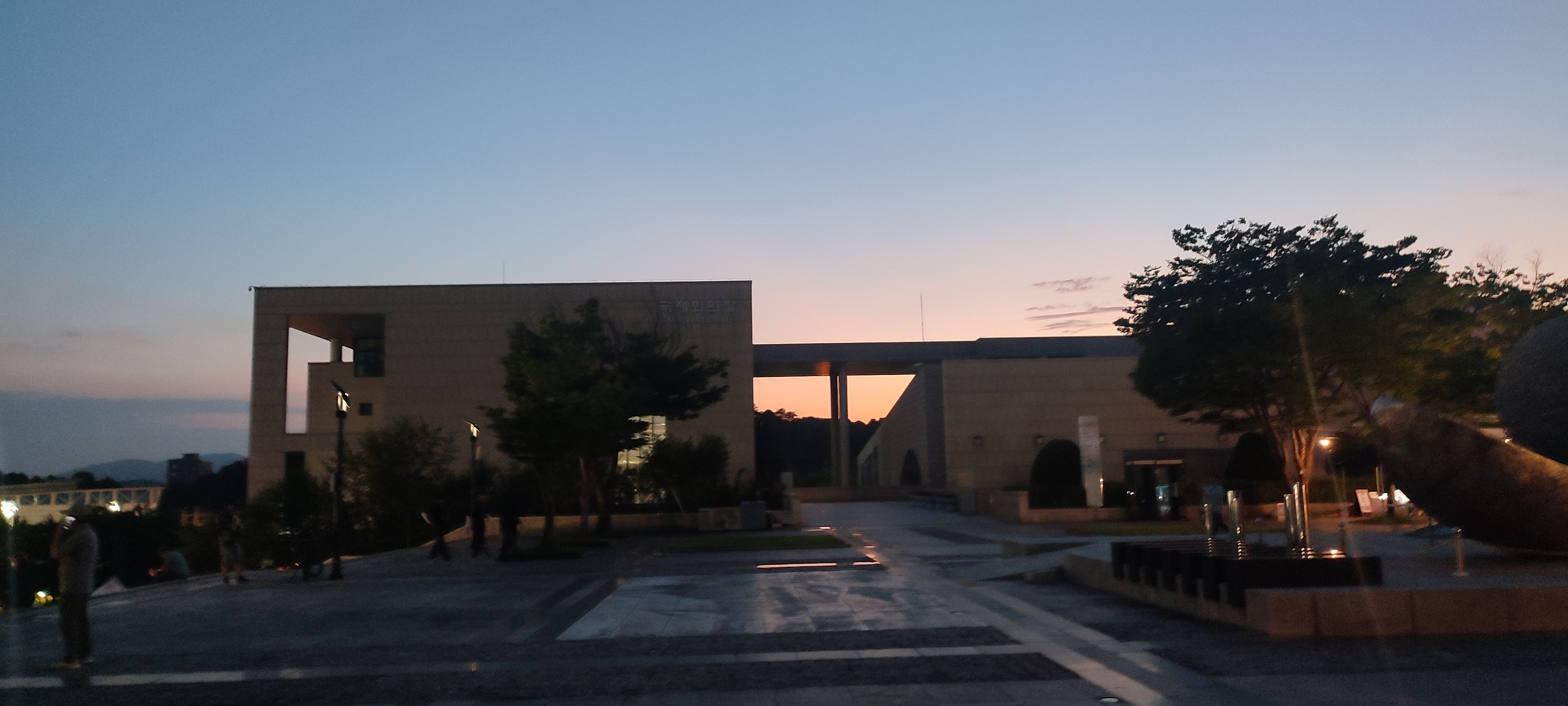
국제회의장